# Aid (rapera)
Aida Alonso Iglesias (Vigo, 28 de marzo de 1990), conocida profesionalmente como Aid o Aid Alonso, es una rapera, cantante, compositora y productora de discos española. Comenzó su carrera profesional en 2008 después de recibir el premio Heineken Greenspace Award, y su canción Boogie Vigo fue calificada como single latino de la semana en iTunes. En 2011, la canción Apréndeo fue considerada la canción más escuchada en lengua gallega en YouTube.

## Biografía
Su contacto con el hip hop llega a los 12 años de mano del graffiti. Sin consolidarse como graffitera, caen en sus manos los primeros discos de hip hop y música negra. Su espíritu expresivo y su afición a escribir poesía desde pequeña influyen en que empiece a componer y a grabar sus primeras canciones en 2003. En 2004 con 14 años un amigo suyo descubre cuatro de sus canciones y las cuelga en una conocida página web sin permiso previo por parte de la joven. Las grabaciones se hicieron populares con más de 100 000 descargas. A raíz de esto llega a oídos de alguna gente del mundo de la música y contacta con los primeros productores. Aid se graduó como ingeniera eléctrica, enseña sobre rap y composición lírica en escuelas y ha trabajado como locutora de radio y operadora de juntas colaborando como presentadora en TV local. Además el 9 de abril de 2016, habló en el evento TEDx en la Universidad Estatal de California, Long Beach.
En 2007 lanzó su primera maqueta autoeditada Aquí tenéis con la colaboración de distintos productores locales. Desde el mismo año ejerció de locutora y guionista en el programa "Moito de aquí" en Radio Piratona (106.0 FM Vigo). También en 2007 tomó forma el colectivo Licor Kafé, grupo del que formó parte hasta 2008. El 9 de febrero de 2009 salió a la calle Jugando, su primer LP en solitario con el que logra una potente repercusión mediática. El 28 de julio del mismo año fue portada mundial de iTunes con la canción Boogie Vigo como single latino de la semana. Su canción fue vista en EE. UU., Canadá, Reino Unido, Australia, Francia, Japón, Noruega y Suiza por millones de personas. En septiembre de 2009 fue elegida artista del mes por el concurso Ones To Watch Myspace, que la llevó a grabar a los Estudios SAE de Madrid. En 2011 fue imagen de la campaña de televisión pública "A calquera hora" de la Televisión de Galicia componiendo e interpretando la canción "Apréndeo". Apareció también en el spot publicitario de la cadena, fue protagonista del videoclip completo de la campaña. La canción ha sido valorada la canción más escuchada en lengua gallega en Youtube.
En junio de 2012 publicó Rapoemas, un libro-disco que versiona a ritmo de rap y música urbana clásicos de la literatura gallega como Rosalía de Castro, Manuel Antonio, Curros Enríquez o Álvaro Cunqueiro En 2013, publicó su álbum Hacer Lo Que Quiero. En 2014,Tierra de Sol, un solo compuesto para la BBC que representa España bajo el 1Xtra Radio freestyles. Su solo y vídeo Que Miren grabado y filmado en Los Ángeles fue publicado en enero de 2017. En 2020 colaboró en la banda sonora del programa de televisión indio Commit Mental. En 2022 publicó el sencillo Senses.

## Premios y reconocimientos
- En 2008 ganó la IV edición del Festival Heineken Greenspace, en Valencia (España).[2] con más de 1300 grupos, convirtiéndose en la primera rapera ganadora y en la artista más joven en ganar el concurso, y actuó con Lagartija Nick y Enrique Morente en el concierto principal del festival.[31][32]
- En 2009 fue elegida artista del mes por el concurso Ones To Watch de myspace.
- El 11 de junio de 2010 fue elegida ganadora del concurso Marcate un Squares de Kellogs, de ámbito nacional y para todos los estilos de música.
- En noviembre de 2014, recibió el premio "Xeración Viguesa".[33]

## Discografía
- Demo (2004)
- Aquí Tenéis (2007)
- Jugando (2009)
- Rapoemas (2012)
- Hacer Lo Que Quiero (2013)

#### Colaboraciones
- Porta "Suben al cielo" (2008)
- EL Payo Malo "Escucha a la gente" (2009)
- Porta "No tienes Hueco" (2012)
- Efesio "'Creer pour Avancer'" (2012)

- Porta (rapper)|Porta "Ningún tienes hueco" (Reinicialización, 2012)
- Ambkor "La luz" (Tren de Vuelta Un Casa, 2014)
- Mowlihawk, Reke, Tailon, Servando, RKing "Ningún importa el color" (2014)
- Dezzy Hueco "Disparando" (2016)